# 中央障害者施策推進協議会

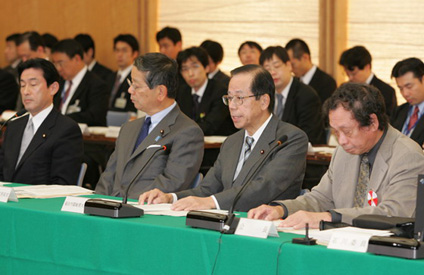
中央障害者施策推進協議会の第3回会合（2007年10月29日）

中央障害者施策推進協議会（ちゅうおうしょうがいしゃしさくすいしんきょうぎかい）は、2004年の障害者基本法改正に基づき、内閣総理大臣が障害者基本計画の案を作成又は変更する際に意見を聴くことを目的として、内閣府に設置されていた機関。
2012年5月21日、改正障害者基本法の全面施行に伴い、当協議会は障害者政策委員会に改組された。

## 委員名簿
肩書きは議事録による
第1回（2005年5月20日）から
- 安藤豊喜（財団法人全日本ろうあ連盟理事長）
- 石川准（静岡県立大学国際関係学部教授）
- 岩城節子（東京都重症身心障害児（者）を守る会副会長）
- 京極高宣（国立社会保障・人口問題研究所長）
- 清原慶子（三鷹市長）
- 紀陸孝（社団法人日本経済団体連合会常務理事）
- 小金沢正治（特定非営利活動法人全国精神障害者団体連合会副理事長）
- 兒玉明（社会福祉法人日本身体障害者団体連合会会長）
- 笹川吉彦（社会福祉法人日本盲人会連合会長）
- 佐藤進（埼玉県立大学保健医療福祉学部教授）
- 潮谷義子（熊本県知事）
- 諏訪康雄（法政大学大学院政策科学研究科教授）
- 竹中ナミ（社会福祉法人プロップ・ステーション理事長）
- 龍井葉二（日本労働組合総連合会総合政策局長）
- 館森久秋（社会福祉法人東京都知的障害者育成会本人部会副代表）
- 田山輝明（早稲田大学大学院法務研究科教授）
- 妻屋明（社団法人全国脊髄損傷者連合会理事長）
- 成田真由美（アテネパラリンピック水泳日本代表）
- ニキリンコ（翻訳家）
- 野村歡（日本大学理工学部教授）
- 樋口輝彦（国立精神・神経センター武蔵病院院長）
- 福島智（東京大学先端科学技術研究センター助教授）
- 藤井克徳（日本障害者協議会常務理事）
- 松尾武昌（社会福祉法人全国社会福祉協議会常務理事）
- 松友了（社会福祉法人全日本手をつなぐ育成会常務理事）
- 水越さくえ（株式会社イトーヨーカ堂常務取締役常務執行役員）
- 三橋良子（財団法人全国精神障害者家族会連合会常務理事）
- 宮﨑英憲（東洋大学文学部教授）
- 村田幸子（福祉ジャーナリスト）
- 米田幸司（全国心臓病者友の会会員）

第3回（2007年10月29日）から
- 川﨑洋子（東京都精神障害者家族会連合会副会長）
- 副島宏克（全日本手をつなぐ育成会理事長）
- 高橋秀夫（日本経済団体連合会参与）
- 德茂万知子（日本労働組合総連合会特別専門委員）
- 山本眞理（日本身体障害者団体連合会副会長）

第6回（2009年12月11日）から
- 石野富志三郎（全日本ろうあ連盟理事長）
- 今野浩一郎（学習院大学経済学部教授）
- 篠原淳子（全国労働組合総連合会総合政策局生活福祉局長）
- 高山恵子（日本発達障害ネットワーク理事）

## 参考資料
- “中央障害者施策推進協議会”.  内閣府. 2011年10月9日閲覧。